# 애플 A12X
애플 A12X는 아이패드 프로 3세대에 장착되어 있는 칩이다. 애플에서 출시한 A12 칩 보다 한단계 더 성능이 업그레이드된 칩으로 아이패드 프로 3세대를 맥북처럼 쓰게 해 주는 원동력이다.

## 같이 보기
- 애플 실리콘
- 애플 A12